# 기지시줄다리기박물관
기지시줄다리기박물관은 충청남도 당진시 송악읍에 있는 전통 민속놀이 박물관으로 그 지역에 전해 내려오는 기지시줄다리기를 알리고 보존하기 위해서 설립되었다.

## 연혁
- 2011년 4월 8일 개관

## 시설 현황
상설전시실, 기획전시실, 체험관, 보존회 사무실, 야외 전시실, 체험장